# Arondismentul Nantua
Arondismentul Nantua (în franceză Arrondissement de Nantua) este un arondisment din departamentul Ain, regiunea Rhône-Alpes, Franța.

## Subdiviziuni

### Cantoane
- Cantonul Bellegarde-sur-Valserine
- Cantonul Brénod
- Cantonul Izernore
- Cantonul Nantua
- Cantonul Oyonnax-Nord
- Cantonul Oyonnax-Sud
- Cantonul Poncin

### Comune
| 1. Apremont (01011)               | 2. Arbent (01014)                  | 3. Bellegarde-sur-Valserine (01033) | 4. Belleydoux (01035)              |
| 5. Bellignat (01031)              | 6. Billiat (01044)                 | 7. Bolozon (01051)                  | 8. Boyeux-Saint-Jérôme (01056)     |
| 9. Brion (01063)                  | 10. Brénod (01060)                 | 11. Ceignes (01067)                 | 12. Cerdon (01068)                 |
| 13. Challes-la-Montagne (01077)   | 14. Champdor (01080)               | 15. Champfromier (01081)            | 16. Charix (01087)                 |
| 17. Chevillard (01101)            | 18. Châtillon-en-Michaille (01091) | 19. Condamine (01112)               | 20. Corcelles (01119)              |
| 21. Dortan (01148)                | 22. Giron (01174)                  | 23. Le Grand-Abergement (01176)     | 24. Groissiat (01181)              |
| 25. Géovreisset (01171)           | 26. Géovreissiat (01170)           | 27. Hotonnes (01187)                | 28. Injoux-Génissiat (01189)       |
| 29. Izenave (01191)               | 30. Izernore (01192)               | 31. Jujurieux (01199)               | 32. Labalme (01200)                |
| 33. Lalleyriat (01204)            | 34. Lantenay (01206)               | 35. Leyssard (01214)                | 36. Lhôpital (01215)               |
| 37. Maillat (01228)               | 38. Martignat (01237)              | 39. Matafelon-Granges (01240)       | 40. Montanges (01257)              |
| 41. Montréal-la-Cluse (01265)     | 42. Mérignat (01242)               | 43. Nantua (01269)                  | 44. Les Neyrolles (01274)          |
| 45. Nurieux-Volognat (01267)      | 46. Outriaz (01282)                | 47. Oyonnax (01283)                 | 48. Le Petit-Abergement (01292)    |
| 49. Peyriat (01293)               | 50. Plagne (01298)                 | 51. Le Poizat (01300)               | 52. Poncin (01303)                 |
| 53. Port (01307)                  | 54. Saint-Alban (01331)            | 55. Saint-Germain-de-Joux (01357)   | 56. Saint-Jean-le-Vieux (01363)    |
| 57. Saint-Martin-du-Frêne (01373) | 58. Samognat (01392)               | 59. Serrières-sur-Ain (01404)       | 60. Sonthonnax-la-Montagne (01410) |
| 61. Surjoux (01413)               | 62. Vieu-d'Izenave (01441)         | 63. Villes (01448)                  | 64. Échallon (01152)               |